# Pinanga adangensis
Pinanga adangensis är en enhjärtbladig växtart som beskrevs av Henry Nicholas Ridley. Pinanga adangensis ingår i släktet Pinanga och familjen Arecaceae. Inga underarter finns listade i Catalogue of Life.

## Bildgalleri

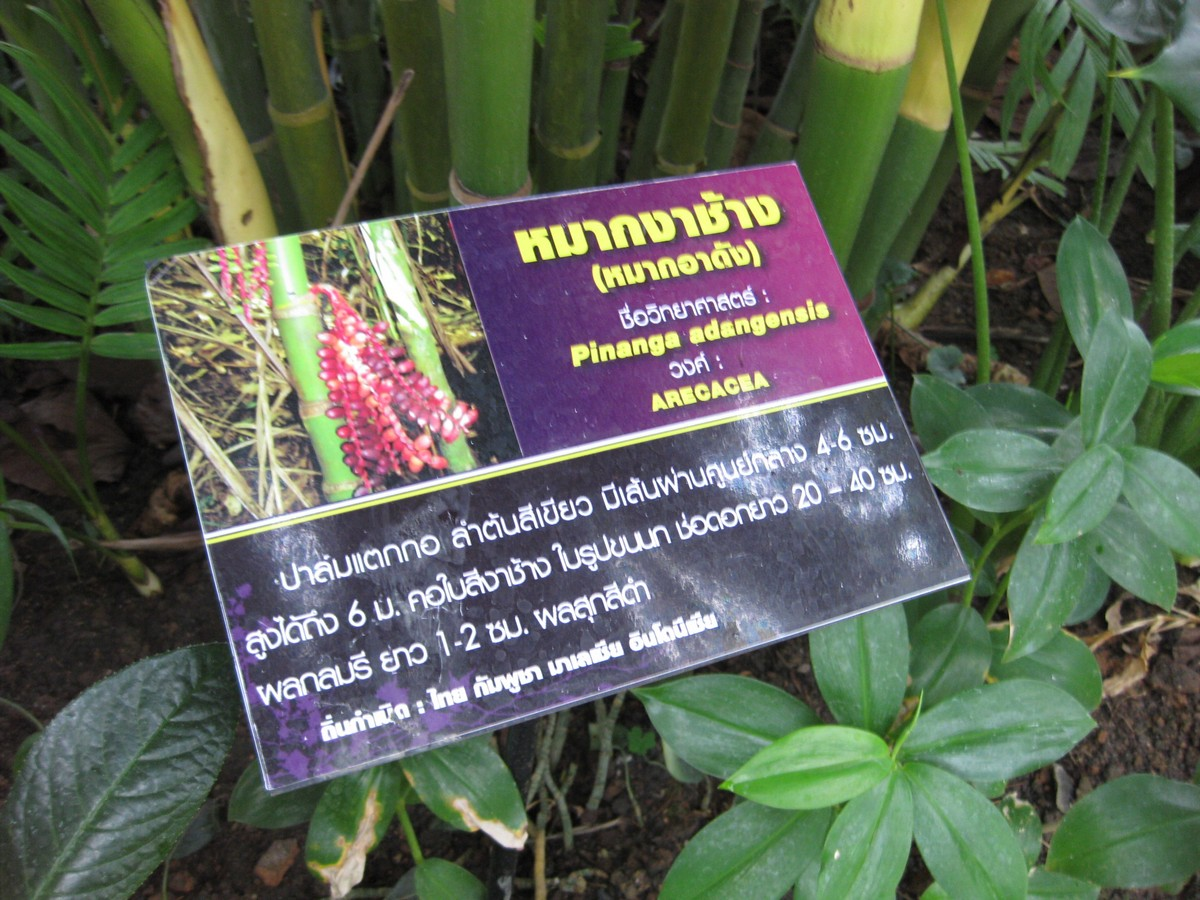